# Uromyces holwayi
Uromyces holwayi är en svampart som beskrevs av Lagerh. 1889. Uromyces holwayi ingår i släktet Uromyces och familjen Pucciniaceae.   Inga underarter finns listade i Catalogue of Life.